# Per Wramner
Per Wramner, född 17 augusti 1943 i Lund, är en svensk naturvetare och professor emeritus. 
Efter grundexamina i geografi, oceanografi, biologi och geologi disputerade Wramner i naturgeografi 1973 vid Göteborgs universitet på en avhandling om våtmarker i Lappland. Wramner var 1968–1971 naturvårdsintendent vid Länsstyrelsen i Skaraborgs län, 1971–1974 universitetslektor i miljövetenskap vid Göteborgs universitet och 1974–1978 naturvårdsdirektör i Skaraborgs län. Han tjänstgjorde som statssekreterare vid Jordbruksdepartementet 1978–1979 och vid Bostadsdepartementet 1980–1982 för att 1983 utnämnas till professor i miljövetenskap vid Sveriges lantbruksuniversitet i Uppsala. Wramner var 1989–1998 generaldirektör för Fiskeriverket i Göteborg och hade därefter internationella uppdrag på områdena marin miljövård och fiske.  
Åren 2001–2013 var han professor i miljövetenskap vid Södertörns högskola och styrelseordförande för COMREC (Coastal Management Research Centre), ett forskningscenter gemensamt för Södertörns högskola och Stockholms universitet. Därefter har han fortsatt att forska genom att följa upp doktorsavhandlingens studier av våtmarker i Lappland.
Wramner har vid sidan av den statliga tjänstgöringen haft ett flertal regeringsuppdrag som särskild utredare, förhandlare m.m. och som ordförande för eller ledamot i statliga utredningar, kommittéer, styrelser, råd m.m. Dessa uppdrag berör främst frågor inom områdena miljövård, fiske och jordbruk. Särskilt kan nämnas uppdraget som ordförande i Vetenskapliga rådet för biologisk mångfald 1994 – 2010. Senare har han också varit specialist på Brockmann Geomantics AB, ett svenskt miljöövervakningsföretag.
Wramner har också haft ett omfattande engagemang för den ideella miljövården. Han var riksordförande för Svenska Naturskyddsföreningen 1985–1990 och ordförande för den internationella havsmiljöorganisationen ACOPS (Advisory Committee on Protection of the Seas) 1996–2000. 
Wramner har ensam eller tillsammans med andra givit ut ett stort antal vetenskapliga och andra publikationer inom områdena naturgeografi, biologi, miljövetenskap, fiske, jordbruk, utvecklingsbistånd och livsmedelsfrågor.

## Utmärkelser och ledamotskap
- H. M. Konungens medalj i guld av 8:e storleken i Serafimerordens band (Kon:sGM8mserafb 2009) för betydelsefulla insatser inom miljöområdet[6]
- Kungl. Skogs- och Lantbruksakademiens stora guldmedalj (SLAstGM 2013) för synnerligen framstående livsgärning inom Akademiens verksamhetsfält[7]
- Estniska Terra Mariana-korsets orden av femte klassen (ETMKO5kl 2006) av Estlands president Arnold Rüütel för sitt arbete kring miljöfrågor i Östersjön och stöd till uppbyggnaden av landets fiskeriadministration.
- Ledamot av Kungl. Skogs- och Lantbruksakademien (LSLA 1993)